# 奧爾科科查湖
13°13′05″S 75°09′14″W / 13.218°S 75.154°W
奧爾科科查湖（Orcococha），是秘魯的湖泊，位於該國中南部萬卡韋利卡大區的萬卡韋利卡大區和瓦伊塔拉省，處於喬克洛科查湖以東和卡拉科查湖西北面，海拔高度4,625米。